# Birgitta Örnstedt
Birgitta Anna Regina Örnstedt, född 31 maj 1919 i Rätans församling i Jämtlands län, död 23 juli 1999 i Angereds församling i Göteborg, var en svensk författare och målare.
Hon var dotter till Karl Örnstedt och Britta Staaf och gift första gången med Harry Westerberg och andra gången 1959–1964 med Poul Holger Richman. Örnstedt studerade vid Otte Skölds målarskola i Stockholm 1939 och bedrev därefter självstudier under vistelser i Italien, Frankrike och Spanien under 1950-talet. Separat ställde hon ut i bland annat Örebro, Motala, Sollefteå, Vadstena och Kristinehamn. Hon medverkade i Jämtlands läns konstförenings vårsalonger i Östersund. Hennes konst består av figurer, porträtt, stilleben och landskapsskildringar utförda i olja där hon har använt relief verkande material som pimpsten och sand utblandad i färgen. Som skriftställare utgav hon diktsamlingen En bikt 1954.